# Love Songs Collection 2: Vẫn trong đợi chờ
Love Songs Collection 2: Vẫn trong đợi chờ là album tuyển tập thứ hai của Hồ Ngọc Hà phát hành năm 2010. Album này đã chiến thắng hạng mục Album của năm của Giải thưởng Làn Sóng Xanh lần thứ 14, đồng thời Hồ Ngọc Hà cũng lọt Top 10 ca sĩ được yêu thích nhất.

## Nền tảng
Cuối năm 2008, Hồ Ngọc Hà đánh dấu 4 năm ca hát của mình bằng album tuyển chọn đầu tiên Love Songs Collection với chủ đề Nơi em gặp anh. Đánh dấu cho chuỗi album tuyển chọn Love Songs của cô.
Tháng 6 năm 2010, Hồ Ngọc Hà tạm nghỉ để sinh con đầu lòng, hơn một tháng sau, cô phát hành album vol.5 Tìm lại giấc mơ. Ca khúc chủ đề album trở thành bài hit, giúp Hồ Ngọc Hà trở thành 1 trong 10 ca sĩ được yêu thích nhất Làn Sóng Xanh 2010...

## Phát hành
Album Love Songs Collection 2 chủ đề Vẫn trong đợi chờ được phát hành ngày 14 tháng 12 năm 2010 bởi Music Faces Entertainment, gồm 14 ca khúc, trong đó có 4 ca khúc mới sáng tác bởi Đức Trí, Quốc An, Nguyễn Hồng Thuận, Minh Nhiên; còn các ca khúc cũ được hòa âm theo phong cách khác. Trong album này, ca khúc Sao ta lặng im trở thành bản hit ballad mới của Hồ Ngọc Hà.
Ca khúc chủ đề Vẫn trong đợi chờ do Đức Trí soạn nhạc với phần lời do Hồ Ngọc Hà sáng tác.

## Danh sách ca khúc
| STT | Nhan đề                | Thời lượng |
| --- | ---------------------- | ---------- |
| 1.  | "Cố xóa hết"           | 3:33       |
| 2.  | "Vẫn trong đợi chờ"    | 4:36       |
| 3.  | "Sao ta lặng im"       | 5:10       |
| 4.  | "Vì anh đánh mất"      | 4:25       |
| 5.  | "Yêu và được yêu"      | 4:04       |
| 6.  | "Bờ bến yêu thương"    | 4:05       |
| 7.  | "Đừng giận em anh nhé" | 4:39       |
| 8.  | "Đời bỗng vui (Remix)" | 4:10       |
| 9.  | "Yêu thương nhạt nhòa" | 4:33       |
| 10. | "Tìm lại giấc mơ"      | 5:28       |
| 11. | "Mãi như bây giờ"      | 4:50       |
| 12. | "Đã mất nhau rồi"      | 4:44       |
| 13. | "Dẫu có muộn màng"     | 4:15       |
| 14. | "Nơi cuối chân trời"   | 5:10       |

## Giải thưởng
- 2011: "Album của năm" tại Giải thưởng Làn Sóng Xanh 2011